# Oberonia fungumolens
Oberonia fungumolens är en orkidéart som beskrevs av Isaac Henry Burkill. Oberonia fungumolens ingår i släktet Oberonia och familjen orkidéer. Inga underarter finns listade i Catalogue of Life.